# Болеслав V Сором'язливий

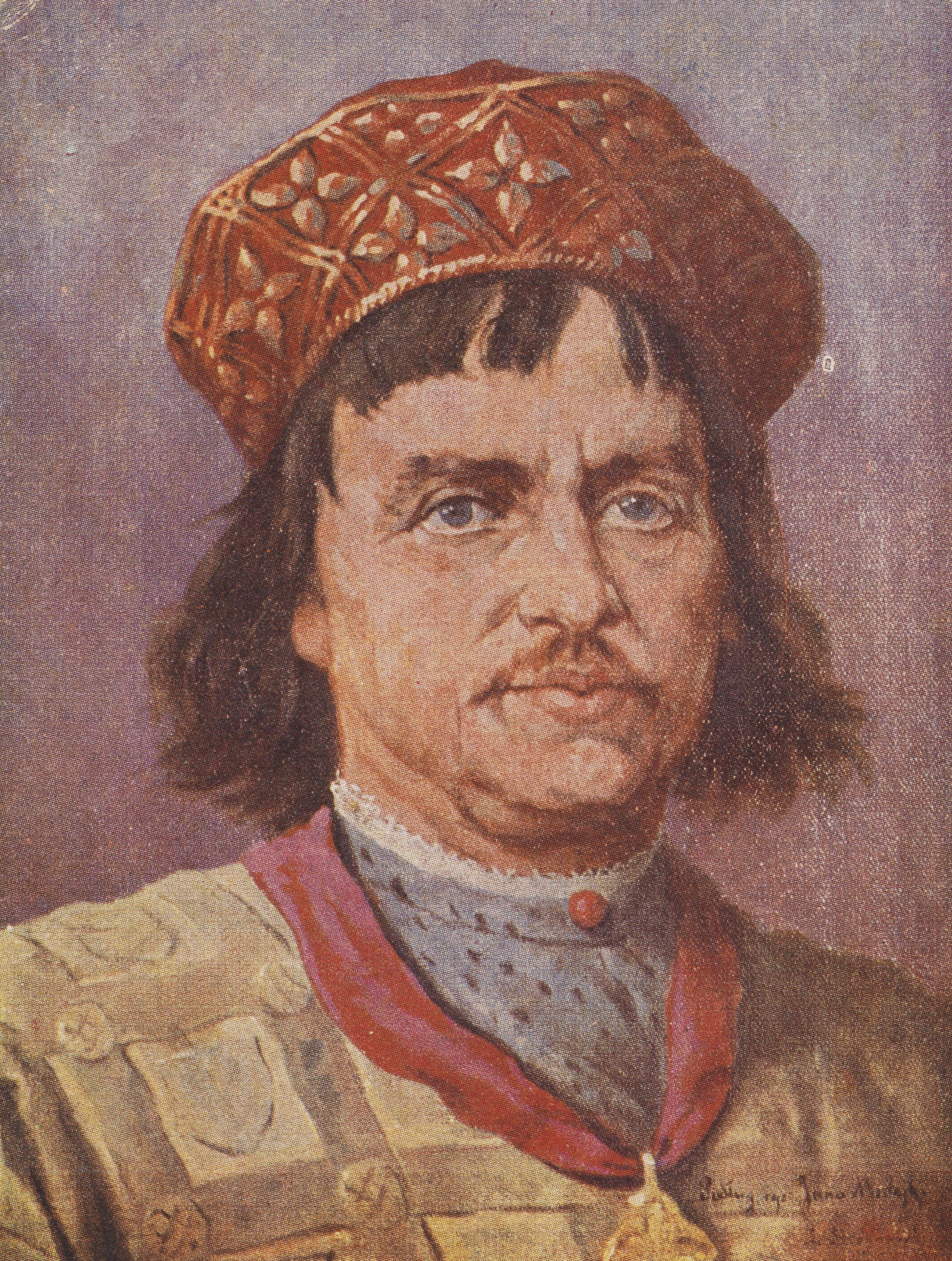
Болеслав V Сором'язливий. Худ. Ян Матейко

Болеслав V Сором'язливий (пол. Bolesław V Wstydliwy, 21 червня 1226, Старий Корчин — 7 грудня 1279, Краків) — представник династії П'ястів. З 1243 року — князь краківський, з 1232 року — сандомирський. На ньому вигасла гілка П'ястів Малопольщі. Син краківського князя Лешека Білого і княжни Гремислави — доньки князя луцького і великого київського Інгвара Ярославича.

## Біографія

### Роки опікунства

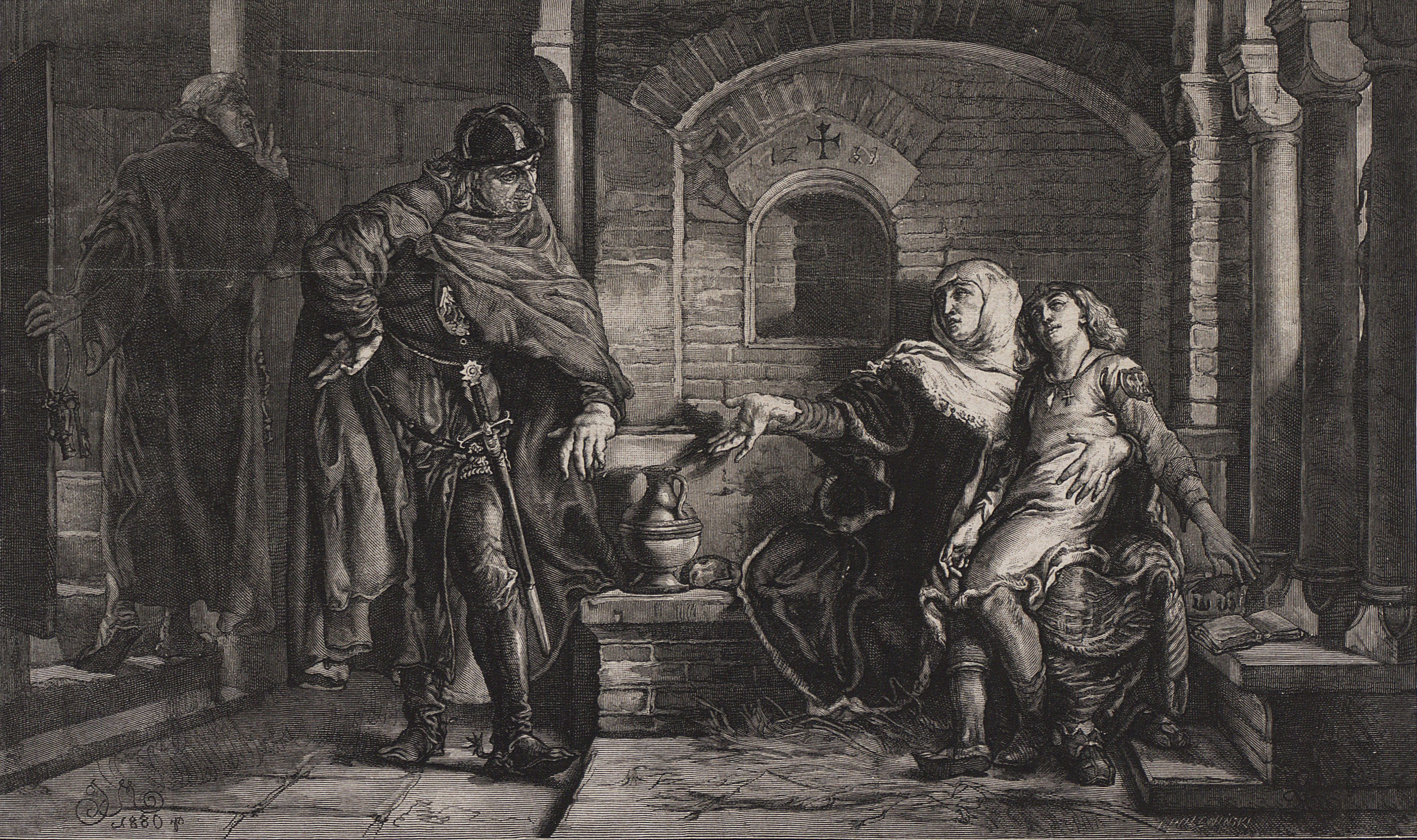
Гремислава з сином в ув'язненні у Конрада І Мазовецького. Худ. Ян Матейко

Батько Болеслава, князь Лешко Білий, загинув у листопаді 1227 року внаслідок нападу на чотирьох найбільших князів Польщі, що зустрілись для обговорення важливих питань. Після цього декілька претендентів розпочали боротьбу за право опікунства на малолітнім Болеславом і князівством. Весною 1228 року провалилась спроба захоплення Кракова його дядьком, князем Конрадом І Мазовецьким. Це дозволило сілезькому князю Владиславу ІІІ Тонконогому взяти в управління Краків, передавши регентші Гремиславі з сином Сандомирське князівство. Внаслідок міжусобних воєн Краків зайняв вроцлавський князь Генрик І Бородатий, якого 1229 року викрав і полонив Конрад І Мазовецький, прогнавши Гремиславу з Сандомира. Через два роки Конрад І звільнив Генрика Бородатого, який, отримавши прощення папи за порушення присяги, до 1232 року закріпився на княжому престолі у Кракові. Він витіснив у Мазовію військо Конрада Мазовецького, котрий для повернення Кракова наступного року підступно полонив вже Гремиславу з сином, ув'язнивши їх у замку, потім у кляшторі. Їм вдалось втекти до Генрика І Бородатого, але ціною захисту стало зречення від прав на Краків на його користь. Після смерті Генрика Бородатого (1238) опікуном Болеслава став його син Генрик ІІ Побожний.

### Шлюбні обітниці

На похороні полеглого у бою під Легниці князя Генриха Побожного Ян Матейко справа зобразиа Св. Кінгу і Конрада І Мазовецького, як символ боротьби за Краків

На польсько-угорському з'їзді 1239 року відбулись заручини 13-річного Болеслава з 15-річною Кунегундою, донькою угорського короля Бели IV, яку відіслали до досягнення повноліття до двору Гремислави у Сандомирі. Шлюб відбувся близько 1247 року, але фізично не був реалізований. Говорили про виняткову побожність подружжя, обітниці чистоти, складені Кунегундою, які підтримав Болеслав V, не зраджуючи їй з іншими жінками, і про надзвичайну повагу Болеслава до матері Гремислави, яку він поширював на всіх жінок, через що його назвали Сором'язливим. Болеслав V помер, не залишивши спадкоємців. Його дружина Кунегунда (Св. Кінга) була беатифікована 1690 року і канонізована 1999 року блаженним Іваном Павлом ІІ.

### Боротьба за Краків
Перед наступом монголо-татар зимою 1241 року Болеслав з Кунегундою втекли до її сестри Саломеї, дружини герцога Хорватії Коломана (раніше короля Галича). Тим часом 9 квітня у битві при Лєґніці загинув краківський князь Генрик ІІ Побожний, 11 квітня у битві на ріці Солоній (Шайо) отримав смертельні рани герцог Коломан. Через просування кочівних орд по Угорщині Болеслав з Кунегундою і Соломеєю втекли до Моравії, звідки вони повернулись до Польщі. Погромом Батия скористався Конрад І Мазовецький, зайнявши у липні 1241 року Краків. Та вже 1243 року міщани закликали правити 17-річного Бролеслава Сором'язливого, який за угорської підтримки переміг мазовецьке військо. Війни за Краків продовжувались з перемінним успіхом після смерті Конрада Мазовецького з його сином Казимиром Куявським, на що Болеслав V брав позички у дружини Кунегунди. Зрештою, до кінця життя він брав участь майже у всіх міжусобних війнах польських князів. Підтримував свого тестя, короля Угорщини Белу IV у тривалих війнах з чеськими королями за австрійський спадок австрійського герцога Фрідріха ІІ Бабенберга. Після смерті Бели IV краківський князь Болеслав V замирився 1277 року з чеським королем Пржемислом Оттокаром ІІ, ставши його союзником.

### Відносини з галицько-волинськими князями

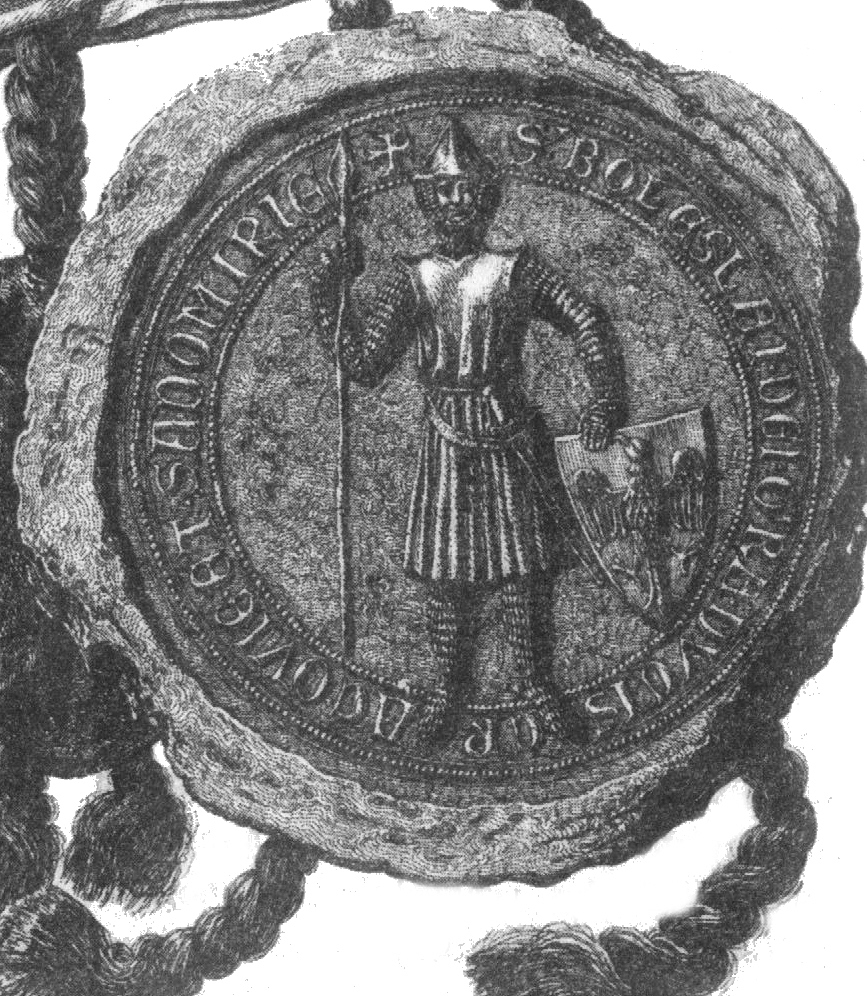
Печатка Болеслава V Сором'язливого

Активну участь у міжусобиці польських князів брали галицько-волинські князі Данило і Василько Романовичі, допомагаючи військом Конраду Мазовецькому. У свою чергу князь Болеслав V і Гремислава підтримували Ростислава Михайловича, одруженого з Анною, донькою угорського короля Бели IV. Вони сприяли походу 1244 року князя Ростислава на Галичину, через що війська князів Данила Галицького, Василька декілька разів нападали по чотирьох напрямках на Люблінську землю, Підгір'я, доходячи до Вісли і Сяну. Зрештою 17 серпня 1245 року під Ярославом було розгромлене польсько-угорське військо Ростислава Михайловича, який втік через Польщу до Угорщини. 
Отримання Данилом Галицьким у хана Батия ярлика на правління, сприяло одруженню князя Лева І Даниловича з Констанцією, ще однією донькою Бели IV, замиренню з Болеславом V Сором'язливим. Вже 1251 року війська Болеслава і Данила спільно ходили на ятвягів, влітку 1253 року в Опавську землю Моравії, підтримуючи війну Бели IV з чеським королем Пржемислом Оттокаром ІІ за спадок австрійських герцогів. Ця війна з перервами тривала до 1270-х років, коли польські загони допомагали угорським королям у боротьбі з чеськими володарями. Князь Болеслав V приймав 1253 року Данила Романовича у Кракові, намовляючи прийняти папську корону. 
Бурундай, темник хана Батия, у листопаді 1259 року змусив князів Данила і Василька розметати укріплення своїх міст і взяти участь у 4-місячному поході на Польщу, де вони знищили Люблін, Сандомир, Краків, змусивши Болеслава V рятуватись втечею зі своєї землі. Князі замирились лише 1262 року (зустріч у Тернаві), а нові взаємні напади на прикордонні землі поновились у 1265–1266 роках. Якщо впродовж 1265-66 років Болеслав Сором'язливий воював з волинськими князями, то 1271 року князі Даниловичі Лев І і Мстислав уже допомагали йому у поході проти вроцлавського князя Генріха IV Пробуса. Після смерті Болеслава V галицький і перемиський князь Лев Данилович за допомогою татар хана Ногая здійснив похід на Краків, маючи претензії на краківське князівство, як його далекий родич по лінії волинських князів, так і по лінії своєї дружини Констанції.

### Війни з ятвягами
У 1248–49 роках Болеслав V вперше взяв участь у поході проти ятвягів. Папа Інокентій IV надав йому 1254 року буллу з дозволом навернення в християнство ятвягів, на основі якої було закладено єпископство. Зрештою після походу 1264 року князь зрозумів безперспективність походів, що наражали його землі на руйнівні напади у відповідь ятвягів.

## Привілеї Кракова

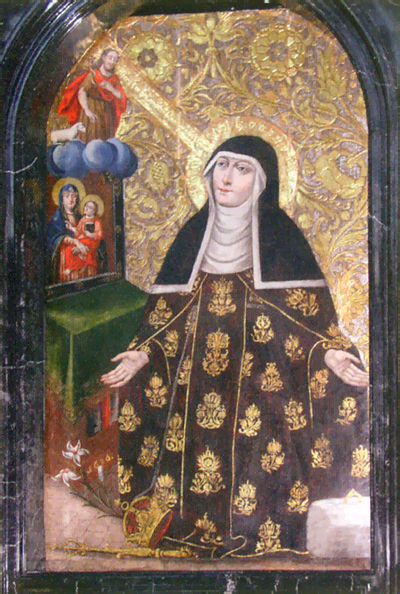
Свята Кінга. Образ з костелу кларисок у Старому Сончі

Знищеному 1241 року татарами Кракову Болеслав V Сором'язливий надав 5 червня 1257 року право самоврядування на основі магдебурзького права у присутності матері Гремислави, дружини Кунегунди, що дозволило трьом визначеним війтам, колоністам з Сілезії, Німеччини розпланувати нову прямокутну систему вулиць, фортифікацій. Відомі його надання магдебурзького права ще декільком містам. Також він надав привілей краківській дієцезії, що гарантував її економічну і судову незалежність, 1258 року затвердив привілеї Костелу в Краківській і Сандомирській землях. За його сприянням У Краківській і Сандомирській землях було закладено перші кляштори новостворених Орденів францисканців і кларисок.

## Спадкоємці
Оскільки у Болеслава V Сором'язливого не було спадкоємців, то він 1265 року всиновив сєрадзького князя Лешека Чорного, який мав успадкувати краківсько-сандомирське князівство. У цьому кроці не було нічого дивного, адже Лешко Чорний був найстарішим онуком Конрада Мазовецького, єдиного брата його батька Лешка Білого. Такий крок викликав невдоволення у володіннях Болеслава V, серед решти князів. У Кракові 1273 року піднявся заколот проти Болеслава V Сором'язливого з метою посадити князем Владислава Опольського. Той вирушив з Сілезії на Краків, але після програної битви відмовився 1274 року від претензій на трон, вдовольнившись невеликою частиною захопленої у поході краківської землі. Болеслав V Сором'язливий помер у Кракові 7 грудня 1279 року і був похований у костелі францисканців. Його вдова Кінга (Кунегунда) вступила до монастиря кларисок у Старому Сончі, закладеному нею після смерті Болеслава V. У цьому монастирі прийняла чернечий постриг її племінниця Святослава, донька галицько-перемишльського князя Лева Даниловича.

## Цікаві факти
- Болеслав Сором'язливий є Польським князем, який керував країною найдовше — 36 років і 6 місяців.[4]